# Bexley (borough)
Pronunciação

Localização do borough de Bexley na Região de Londres.

Bexley é um borough da Região de Londres, na Inglaterra.

## Distritos
- Albany Park
- Barnehurst
- Barnes Cray
- Belvedere
- Bexley, também conhecido como "Old Bexley" ou "Bexley Village"
- Bexleyheath, o centro administrativo do borough
- Blackfen
- Blendon
- Bostall
- Bridgen
- Coldblow
- Crayford
- Crook Log
- Crossness
- East Wickham
- Erith
- Falconwood
- Foots Cray
- Lamorbey
- Lessness Heath
- Longlands
- Lower Belvedere
- May Place
- North Cray
- North End
- Northumberland Heath
- Old Bexley
- Sidcup
- Slade Green
- Thamesmead North
- Upper Belvedere
- Upton
- Welling
- West Heath